# Trzej muszkieterowie (serial animowany)
Trzej muszkieterowie (ang. The Three Musketeers, 1968–1969) – amerykański serial animowany wyprodukowany w 1968 roku przez wytwórnię Hanna-Barbera, na podstawie opowieści klasycznej Aleksandra Dumasa.
Na podstawie tego serialu powstał pełnometrażowy film animowany w 1973 roku, który został wydany w Polsce na VHS przez firmę Hanna-Barbera Poland i Polskie Nagrania w 1990 roku, a później był emitowany w TVP1 w 1993 roku.

## Lista odcinków
- 1 The Littlest Musketeer
- 2 The Jewel of India
- 3 A Letter of Peril
- 4 The Ring
- 5 The Plot of the Puppetmaster
- 6 The Moorish Galley
- 7 The True King
- 8 The Pirate Adventure
- 9 The Evil Falconer
- 10 The Mysterious Message
- 11 The Challenge for the Crown
- 12 The Red Duke
- 13 The Outlaw Archer
- 14 Tooly's Dream
- 15 The Haunted Castle
- 16 A Fair Day for Tooly
- 17 Tooly's Treasure Hunt
- 18 Tooly's Surprise

Źródło: